# Markt Hartmannsdorf
Markt Hartmannsdorf osztrák mezőváros Stájerország Weizi járásában. 2018 januárjában 2950 lakosa volt.

## Elhelyezkedése

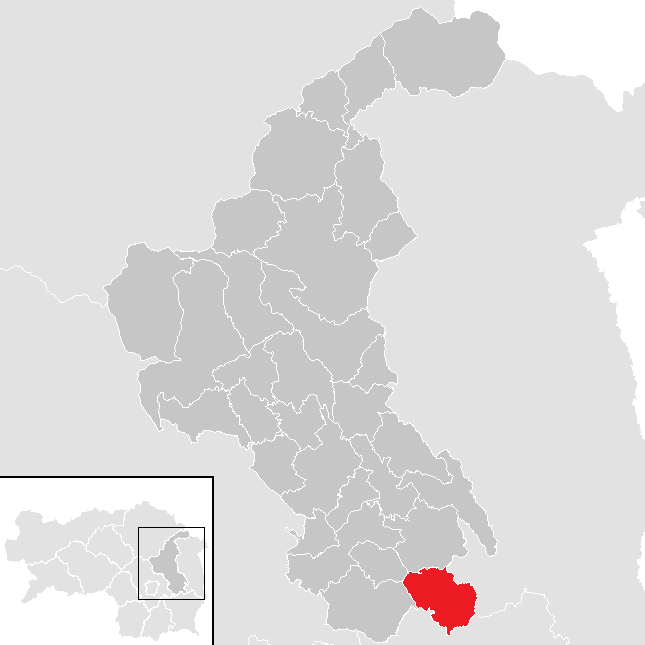
Markt Hartmannsdorf a Weizi járásban

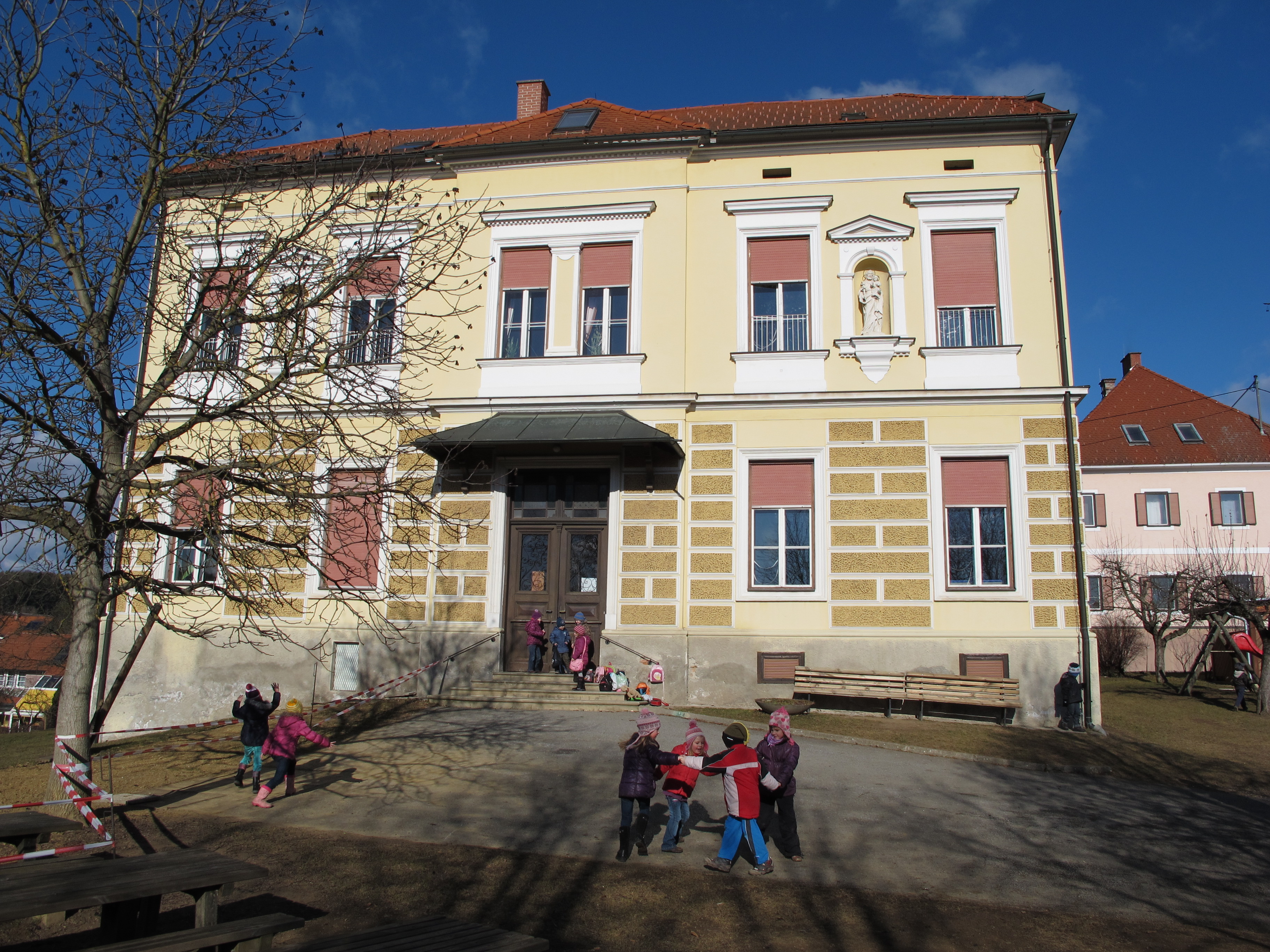
A grazi Iskolanővérek kolostora

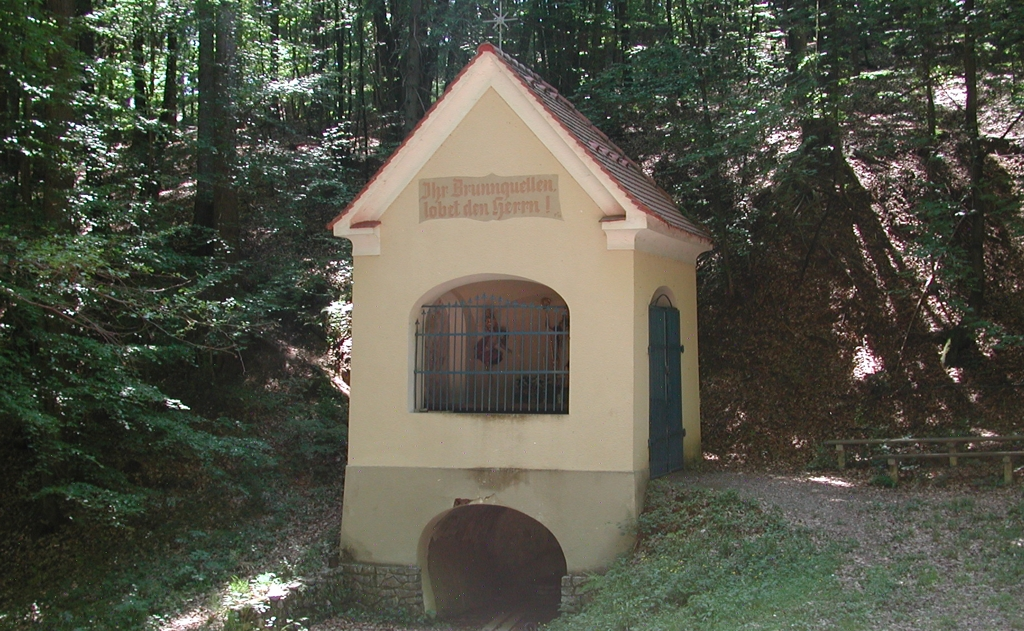
Az Ulrich-forrás

Markt Hartmannsdorf a Kelet-stájerországi dombságon fekszik, a Mayerbach folyó mentén. Az önkormányzat 5 települést egyesít: Markt Hartmannsdorf (1519 lakos 2018-ban), Pöllau bei Gleisdorf (734), Reith bei Hartmannsdorf (334), Oed (256), Bärnbach (107).
A környező önkormányzatok: nyugatra Sankt Margarethen an der Raab, északnyugatra Hofstätten an der Raab, északra Sinabelkirchen, északkeletre Ilz, keletre Ottendorf an der Rittschein, délkeletre Riegersburg, délre Edelsbach bei Feldbach és Feldbach, délnyugatra Eichkögl.

## Története
A mezőváros helye a történelem előtti időkben is lakott volt, erről az ún. "kelta sírok" tanúskodnak. A mai település alapítójának a közeli Riegersburg várának egyik, Hartmann nevű lovagját tartják, aki 1138-ban hozta létre a falut. Első írásos említése 1232-ből származik. A falut 1922-ig Windisch-Hartmannsdorfnak hívták, feltehetően a helyi szláv lakosság miatt. 

## Lakosság
A Markt Hartmannsdorf-i önkormányzat területén 2018 januárjában 2950 fő élt. A lakosságszám 1981 óta gyarapodó tendenciát mutat. 2015-ben a helybeliek 94,3%-a volt osztrák állampolgár; a külföldiek közül 1,4% a régi (2004 előtti), 2,3% az új EU-tagállamokból érkezett. 0,3% a volt Jugoszlávia (Szlovénia és Horvátország nélkül) vagy Törökország, 1,6% egyéb országok polgára. 2001-ben a lakosok 94,6%-a római katolikusnak, 1% evangélikusnak, 1% ortodoxnak, 2,2% pedig felekezeten kívülinek vallotta magát. Ugyanekkor 9 magyar élt a mezővárosban.

## Látnivalók
- a Szt. Radegunda-plébániatemplom mai barokk külsejét 1727-ben nyerte el.
- az Ulrich-forrás a hagyomány szerint szembetegségeket gyógyít. Mellette kis kápolna található.
- a grazi Iskolanővérek kolostora és kápolnája
- a 18. századi Nepomuki Szt. János-szobor

## Fordítás
- Ez a szócikk részben vagy egészben  a   Markt Hartmannsdorf című német Wikipédia-szócikk ezen változatának fordításán alapul.  Az eredeti cikk szerkesztőit annak laptörténete sorolja fel. Ez a jelzés csupán a megfogalmazás eredetét és a szerzői jogokat jelzi, nem szolgál a cikkben szereplő információk forrásmegjelöléseként.